# گل گلاب (میانه)
گل گلاب (میانه)، روستایی از توابع بخش کاغذکنان شهرستان میانه در استان آذربایجان شرقی ایران است.
این روستا در خوش آب و هواترین بخش کاغذکنان قرار دارد که با مرکز شهرستان میانه نزدیک ۷۰ کیلومتر فاصله دارد.
اگر شهر میانه، زنجان و خلخال را سه راس یک مثلث در نظر بگیرد این روستا تقریباً در نقطه مرکز این مثلث واقع شده‌است. راه آن نیز بعد از زنجان و نرسیده به میانه (سه راه سرچم) جدا می‌شود و بعد از عبور روستاهای آقکند و قره بلاغ و یانبلاغ به این روستا می‌رسد. ادامه این راه به هشتچین از توابع خلخال رفته و از آنجا به خلخال و اردبیل راه دارد. به دلیل کوهستانی بودن این مسیر بیشتر مسافران اردبیل از سمت رشت به این استان سفر می‌کنند.
روستای گل گلاب در کیلومتر 40 جاده سرچم به اردبیل سمت راست جاده واقع شده‌است و تنها 100 متر با این راه فاصله دارد با بهر برداری از این جاده که از تقاطع جاده قدیم می گذرد اهال این روستا برای دسترسی به مزارع کشاورزی خود و همچنین عبور و مرور دامهای خود با مشکلاتی مواجه شده‌اند و به ناچار باید از میان خودروهای عبوری تردد کنند.
مردمان این روستا به کار کشاورزی و دامداری مشغول هستند. بیشتر زمین‌های کشاورزی روستای گل گلاب به صورت دیم می‌باشد  و محصولاتی از قبیل گندم، جو، نخود و عدس کشت می‌شود.گاو و گوسفند نیز عمده دام‌های نگهداری در این منطقه‌است.
با توجه به نوع پوشش گیاهی و آب و هوای کوهستانی روستای گل گلاب محصولات کشاورزی و باغی ارگانیک و باکیفیتی دارد فراورده‌های دامی با کیفیت چشمه‌های طبیعی جوشان و خنک روستا قابل توجه است
تعداد خانوار در روستای گل گلاب متغیر است. به دلیل سرد و کوهستانی بودن و عدم اشتغال جوانان روستا، بیشتر جمعیت این روستا به تهران و شهرهای اطرافش  مهاجرت کرده‌اند البته با توجه به زیر ساختهای جدیدی که در روستا ایجاد شده بیشتر اهالی از ابتدای فصل بهار تا پایان مهر و آبان که کار کشاورزی تمام شود در روستا اقامت دایند. به‌طور کلی در این روستا فقط ۳۰خانوار به شکل دایم اقامت دارند.
فاصله روستای گل گلاب تا اردبیل ۱۵۰ کیلومتر می‌باشد بهترین زمان سفر برای استفاده از طبیعت زیبا و سبز روستای گل گلاب از اوایل اردیبهشت تا پایان تیر ماه می‌باشد که در صورت اقامت شبانه حتماً به وسایل گرمایی و لباس گرم نیاز خواهید داشت البته سایر فصلهای نیز جذابیت خاص خودش را دارد 
روستای دیگری نیز به نام گل گلاب در ۵ کیلومتری هشجین خلخال واقع است. که با این روستا اشتباه نشود.

## جمعیت
این روستا در دهستان کاغذکنان شمالی قرار دارد و براساس سرشماری مرکز آمار ایران در سال ۱۳۸۵، جمعیت آن ۷۲ نفر (۲۹خانوار) بوده‌است.